# Piotr Kochanowski (1485–1547)
Piotr Kochanowski herbu Korwin (ur. 1485, zm. 1547) – właściciel Czarnolasu, komornik grodzki radomski (1533), sędzia grodzki radomski od 1531, sędzia ziemski sandomierski od 1542.
Syn Jana Kochanowskiego – sędziego grodzkiego radomskiego (1487) i Barbary Śliż z Piastowa (zm. 1518), która drugi raz wyszła za mąż za Feliksa Lekarskiego z Kowali Duszocinej, h. Abdank, (zm. 1513.). Ożenił się  z Zofią Zasadówną Gutowską, a potem z Anną Białaczowską.
Był ojcem Jana Kochanowskiego i dziadkiem poety Piotra Kochanowskiego. Za jego sprawą rodzina Kochanowskich osiedliła się we wsi Sycyna koło Zwolenia, na wschód od Radomia (w 1525 Piotr Kochanowski zakupił tę wieś).